# Henri-François-Xavier de Belzunce de Castelmoron
Henri-François-Xavier de Belzunce de Castelmoron (Prigonrieux, 9 dicembre 1670 – Marsiglia, 4 giugno 1755) è stato un vescovo cattolico e gesuita francese.

## Biografia

Stemma della famiglia de Belzunce

Figlio secondogenito del Marchese Armando II de Belzunce de Castelmoron e di Anna Nompar de Caumont de Lauzun, sorella del I duca di Lauzun Antonin (marito della Grande Mademoiselle).
Suo fratello maggiore si chiamava Armand, oltre ad avere altri due fratelli, Antonin e Charles-Gabriel e una sorella, Marie-Louise, che divenne badessa di Ronceay.
Proveniente da una famiglia protestante, si convertì al cattolicesimo all'età di 16 anni.
Entrò a far parte dei gesuiti nel 1689 fino ad uscire dall'ordine nel 1701 per motivi di salute.
Fu ordinato sacerdote nel 1703.
Ricoprì il ruolo di vicario generale della diocesi di Agen.
Dal 1706 fino alla sua morte ricoprì il ruolo di abate commendatario non residente dell'abbazia di Chambons appartenente alla diocesi di Viviers.

### Ministero episcopale
Il 19 febbraio 1710 papa Clemente XI lo nominò vescovo di Marsiglia (ratificando la decisione presa dal re Luigi XIV il 5 aprile 1709) ed il successivo 30 marzo ricevette la consacrazione episcopale dalle mani del cardinale Louis-Antoine de Noailles, arcivescovo di Parigi, coconsacranti il vescovo di Troyes Denis-François Bouthillier de Chavigny e il vescovo di Digne Henri du Puget.

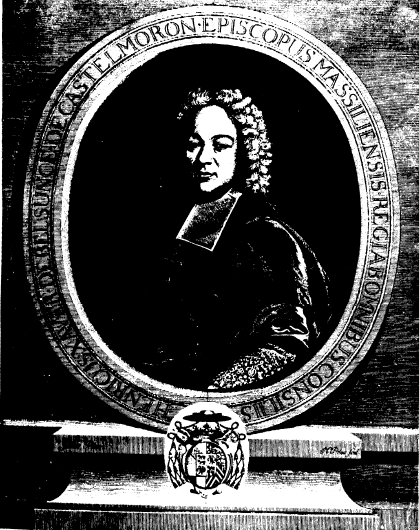
Henri François Xavier de Belsunce de Castelmoron

Durante il suo episcopato dovette affrontare la peste che afflisse la città di Marsiglia dal 1720 al 1722, dove si occupò in prima persona della cura degli ammalati e diede la benedizione alla città, così come riportato da François-René de Chateaubriand nella sua opera Memorie d'oltretomba: "Quando il contagio cominciò a rallentare, Monsignor de Belsunce, a capo del suo clero, si recò alla chiesa di Accoules: montato su una spianata da cui si poteva scoprire Marsiglia, la campagna, i porti e il mare, ha dato la benedizione, come il Papa a Roma, ha benedetto la città e il mondo: cosa poteva fare una mano più coraggiosa e più pura discendere su tante disgrazie le benedizioni del cielo?".
Durante la celebrazione del 1º novembre 1720 grazie al suggerimento della mistica Anne-Madeleine Remuzat ha consacrato la città al Sacro Cuore di Gesù, facendo in modo di creare una forte devozione nella popolazione marsigliese che culminò con la costruzione  della Basilica del Sacro Cuore, costruita in occasione del bicentenario della consacrazione.

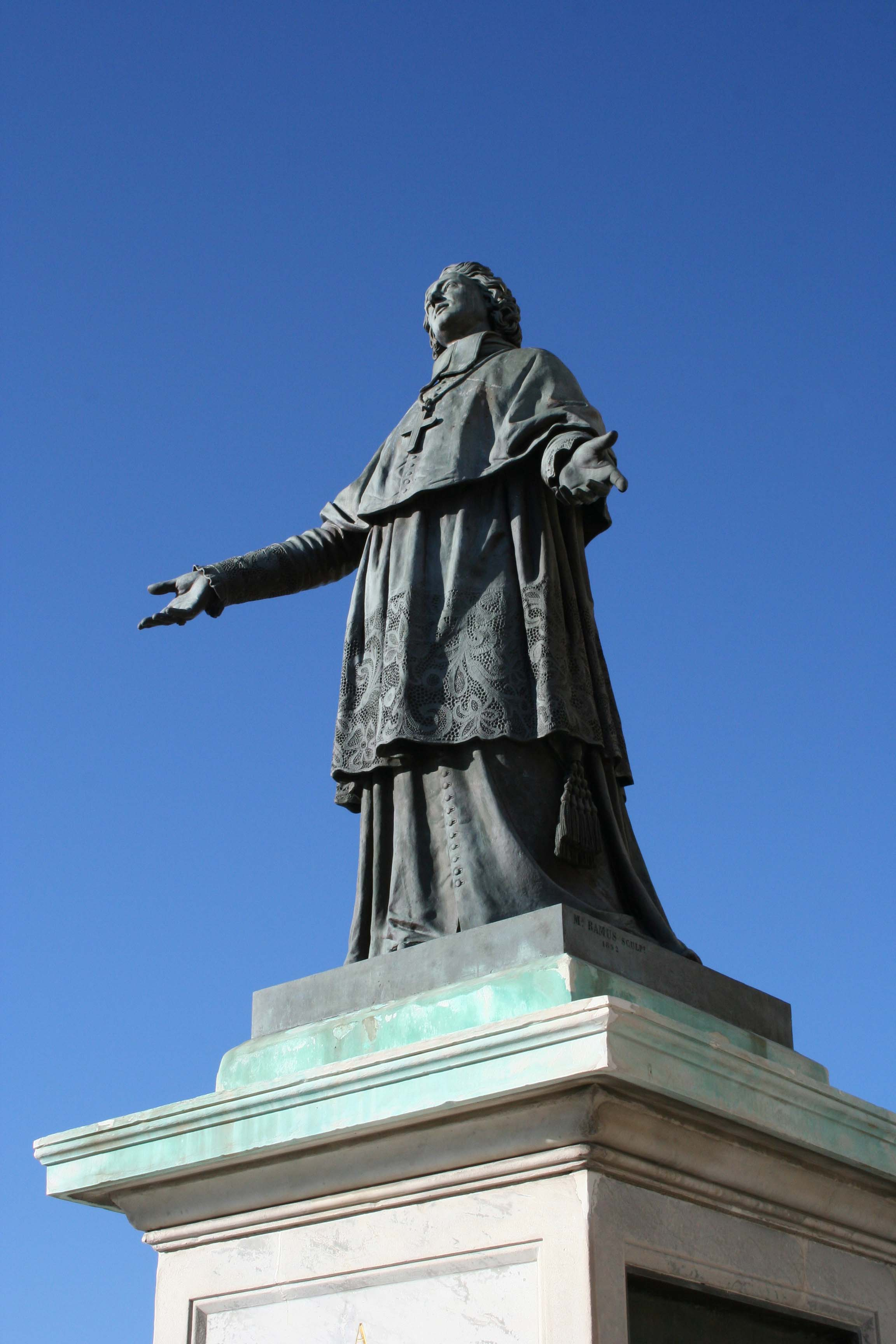
La statua di Belsunce nei pressi della Cattedrale di Marsiglia

Al termine dell'epidemia, re Luigi XV a titolo di riconoscimento gli propose la nomina a vescovo di Laon a cui era annesso il primo titolo nobiliare ecclesiastico del regno e successivamente la sede metropolitana di Bordeaux, ma rinunciò in quanto si sentiva ormai legato alla popolazione marsigliese dopo l'esperienza della peste, ricevendo in compenso il pallio inviatogli da papa Clemente XII.
Partecipò al sinodo di Embrun del 1726 riunitosi per dare una risposta agli ideali giansenisti del vescovo Jean Soanen, che si concluse con la condanna dell'operato di Soanen il quale si pronunciava contro la bolla Unigenitus Dei Filius di papa Clemente XI e raccomandava la lettura delle Réflexions morales sur le Nouveau Testament di Pasquier Quesnel.
Morì a Marsiglia il 4 giugno 1755.

## Riconoscimenti
In suo onore è stata commissionata una statua che lo raffigura nei pressi della Cattedrale di Marsiglia, dalla quale è scaturita l'espressione tipica marsigliese "arrivare come Belsunce", ossia a mani vuote quando si è invitati. 
Sempre in suo ricordo è stato nominato il cantone di Marsiglia-Belsunce che fa parte dell'arrondisment di Marsiglia.

## Genealogia episcopale
La genealogia episcopale è:
- Cardinale Guillaume d'Estouteville, O.S.B.Clun.
- Papa Sisto IV
- Papa Giulio II
- Cardinale Raffaele Sansone Riario
- Papa Leone X
- Papa Paolo III
- Cardinale Francesco Pisani
- Cardinale Alfonso Gesualdo di Conza
- Papa Clemente VIII
- Cardinale Pietro Aldobrandini
- Cardinale Laudivio Zacchia
- Cardinale Antonio Barberini, O.F.M.Cap.
- Cardinale Nicolò Guidi di Bagno
- Arcivescovo François de Harlay de Champvallon
- Cardinale Louis-Antoine de Noailles
- Vescovo Henri-François-Xavier de Belzunce de Castelmoron

## Opere
- Henri-François-Xavier de Belzunce de Castelmoron, Vita di Suzanne-Henriette de Foix de Candale, 1707.
- Henri-François-Xavier de Belzunce de Castelmoron, Nove lettere a Monsignor de Colbert, vescovo di Montpellier, 1730.
- Henri-François-Xavier de Belzunce de Castelmoron, Il Libro di sant'Agostino tradotto in francese, 1740.
- Henri-François-Xavier de Belzunce de Castelmoron, L'antichità della chiesa di Marsiglia e la successione dei suoi vescovi, 1747-1751.
- Henri-François-Xavier de Belzunce de Castelmoron, Istruzioni sull'incredulità, 1753.
- Henri-François-Xavier de Belzunce de Castelmoron, Sancti Cypriani de unitate Ecclesiae, 1774.